# 新中国剧社
新中国剧社，是1941年底由中共南方局在桂林成立的话剧演出团体。由田汉、瞿白音、杜宣领导。抗战胜利后，迁上海，1948年内战紧迫，停止活动。朱琳、石联星、李露玲、费克、杜高曾是该社演员。姚平曾为剧务。